# Adrian Parker
Adrian Parker (né le 2 mars 1951 à Croydon) est un pentathlonien britannique. Il participe aux Jeux olympiques d'été de 1976 où il remporte la médaille d'or par équipe.

## Palmarès

### Jeux olympiques
- Jeux olympiques de 1976 à Montréal,  Canada
  -  Médaille d'or dans l'épreuve par équipe[1].